# Sèvre Nantaise
De Sèvre Nantaise is een rivier in het westen van Frankrijk.
De rivier ontspringt op het plateau de Gâtine in de gemeente Le Beugnon (Deux-Sèvres). Zij is ongeveer 136 kilometer lang en stroomt achtereenvolgens door de departementen Deux-Sèvres, Vendée, Maine-et-Loire en Loire-Atlantique, alwaar zij bij de stad Nantes uitmondt in de Loire.
Het stroomgebied van de rivier en haar belangrijkste zijrivieren (Oin, Moine, Sanguèze en Maine) heeft een oppervlakte van ca. 2350 km2. De Sèvre Nantaise is de laatste grotere zijrivier die zich bij de Loire voegt voordat deze uitmondt in de Atlantische Oceaan. Door werken, die al in de middeleeuwen begonnen, is de rivier bevaarbaar gemaakt van haar monding stroomopwaarts tot Monnières.
Het departement waarin de rivier ontspringt, Deux-Sèvres, is genoemd naar de Sèvre Nantaise en de Sèvre Niortaise.